# Balatonakarattya
Balatonakarattya è un comune dell'Ungheria  situato nella contea di Veszprém.
La sua istituzione è del 12 ottobre 2014, derivata da una scissione del precedente comune di Balatonkenese, stabilita con un referendum nel 2012.